# Edmund Walker Head
 Edmund Walker Head (ur. 1805, zm. 1868) – brytyjski intelektualista i administrator, m.in. gubernator generalny Brytyjskiej Kanady.
Edmund Walker Head był profesorem Uniwersytetu Oksfordzkiego. Opublikował szereg książek. W 1848 zaangażował się w administrację kolonialną. W latach 1848–1854 był gubernatorem porucznikiem Nowego Brunszwiku. W 1854 został mianowany gubernatorem generalnym Prowincji Kanady. W czasie jego kadencji Kanada pogrążyła się w permanentnym kryzysie rządowo-parlamentarnym, który ostatecznie, już po opuszczeniu Kanady przez Heada, doprowadził do idei zawiązania Konfederacji Kanady.